# Форум тихоокеанських островів
Форум тихоокеанських островів (англ. Pacific Islands Forum) — міжурядова організація, основною метою якої є поглиблення співпраці між незалежними державами Тихого океану і представлення їх інтересів. Форум був заснований в 1971 році під назвою Південнотихоокеанський форум (англ. South Pacific Forum), але в 2000 році для коректного відображення географічного положення його членів, які знаходяться як в північній, так і в південній частинах Тихого океану, організація була перейменована в Форум тихоокеанських островів.

## Члени
До складу Форуму входять: Австралія, Вануату, Кірибаті, Острови Кука, Маршаллові Острови, Федеративні Штати Мікронезії, Науру, Нова Зеландія, Ніуе (самоврядування у вільній асоціації з Новою Зеландією), Палау, Папуа Нова Гвінея, Самоа, Соломонові Острови, Тонга, Тувалу, Фіджі; Нова Каледонія і Французька Полінезія (обидві залежні від Франції).